# تاج أباد (كوه بنج)
تاج أباد (بالفارسية: تاج‌آباد) هي قرية تقع في إيران في البلدة المركزية. يقدر عدد سكانها بـ 28 نسمة في 8 عائلات حسب تعداد السكان في عام 2006.